# Mollie Pathman
Mollie Elizabeth Pathman (* 1. Juli 1992 in Chapel Hill, North Carolina) ist eine ehemalige US-amerikanische Fußballspielerin.

## Karriere

### Verein
Pathman begann ihre Karriere im Jahr 2009 beim W-League-Teilnehmer Cary Lady Clarets, für den sie in fünf Ligaspielen vier Treffer erzielte. Während ihres Studiums an der Duke University spielte sie in der Folge von 2010 bis 2013 für die dortige Universitätsmannschaft der Duke Blue Devils. Im Januar 2014 wurde Pathman beim College-Draft der NWSL in der dritten Runde an Position 23 von der Franchise der Boston Breakers unter Vertrag genommen und debütierte dort am 13. April 2014 im Auswärtsspiel gegen den Seattle Reign FC. Im September 2014 wechselte sie für einige Wochen auf Leihbasis zum zypriotischen Erstligisten und Champions-League-Teilnehmer Apollon Limassol. Im Juli 2016 beendete Pathman ihre Profikarriere aus beruflichen Gründen.

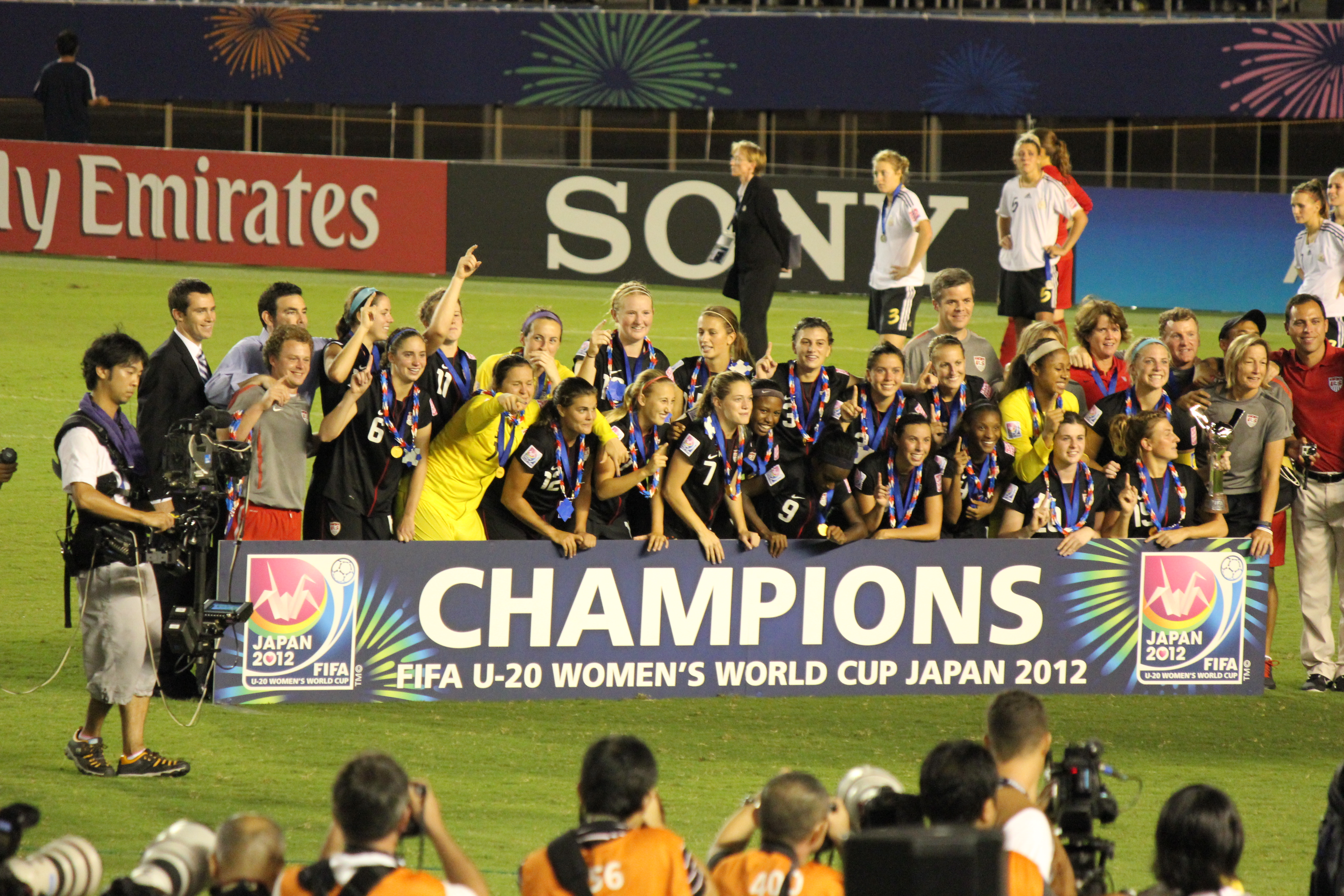
Die U-20 der Vereinigten Staaten nach dem Weltmeisterschaftsgewinn 2012

### Nationalmannschaft
Pathman durchlief alle Nachwuchsnationalmannschaften des US-amerikanischen Fußballverbandes ab der U-14 und wurde im Jahr 2009 erstmals zur U-18 berufen. Mit der U-20 nahm sie an den Weltmeisterschaften 2010 und 2012 teil, wobei die USA zweitgenanntes Turnier mit einem 1:0-Finalsieg über die deutsche Auswahl für sich entscheiden konnten.
Zwischen 2010 und 2013 trainierte Pathman zudem mehrfach mit der U-23-Nationalmannschaft, kam jedoch in keinem offiziellen Länderspiel zum Einsatz.

## Erfolge
- 2012: Gewinn der U-20-Weltmeisterschaft